# Desert Eagle
 Der er for få eller ingen kildehenvisninger i denne artikel, hvilket er et problem. Du kan hjælpe ved at angive troværdige kilder til de påstande, som fremføres i artiklen.

Desert Eagle er en halvautomatisk pistol produceret i Israel af Israel Military Industries. Desert Eagle er unik blandt pistoler for at have et bundstykkesystem som minder mere om rifler end om pistoler. Den er fejlagtig kendt som den kraftigste pistol i verden, men der findes flere kraftigere pistoler hvad angår anslagsenergi. Den kommer i flere kalibre blandt andet .357 Magnum, .44 Magnum og den største i .50 Action Express. Kaliberet kan ændres ved at skifte løbet, bundstykket og magasinet.
Den har fået en dårlig omtale blandt erfarne konkurrenceskytter. Den bliver ofte refereret til som "nail gun" (sømpistol), for at gøre nar af pistolens præcision. Erfarne skytter plejer at modificere pistolen til at imødekomme præcisionskravet i forskellige sportsskydningsdiscipliner.